# Prostitución en los Países Bajos

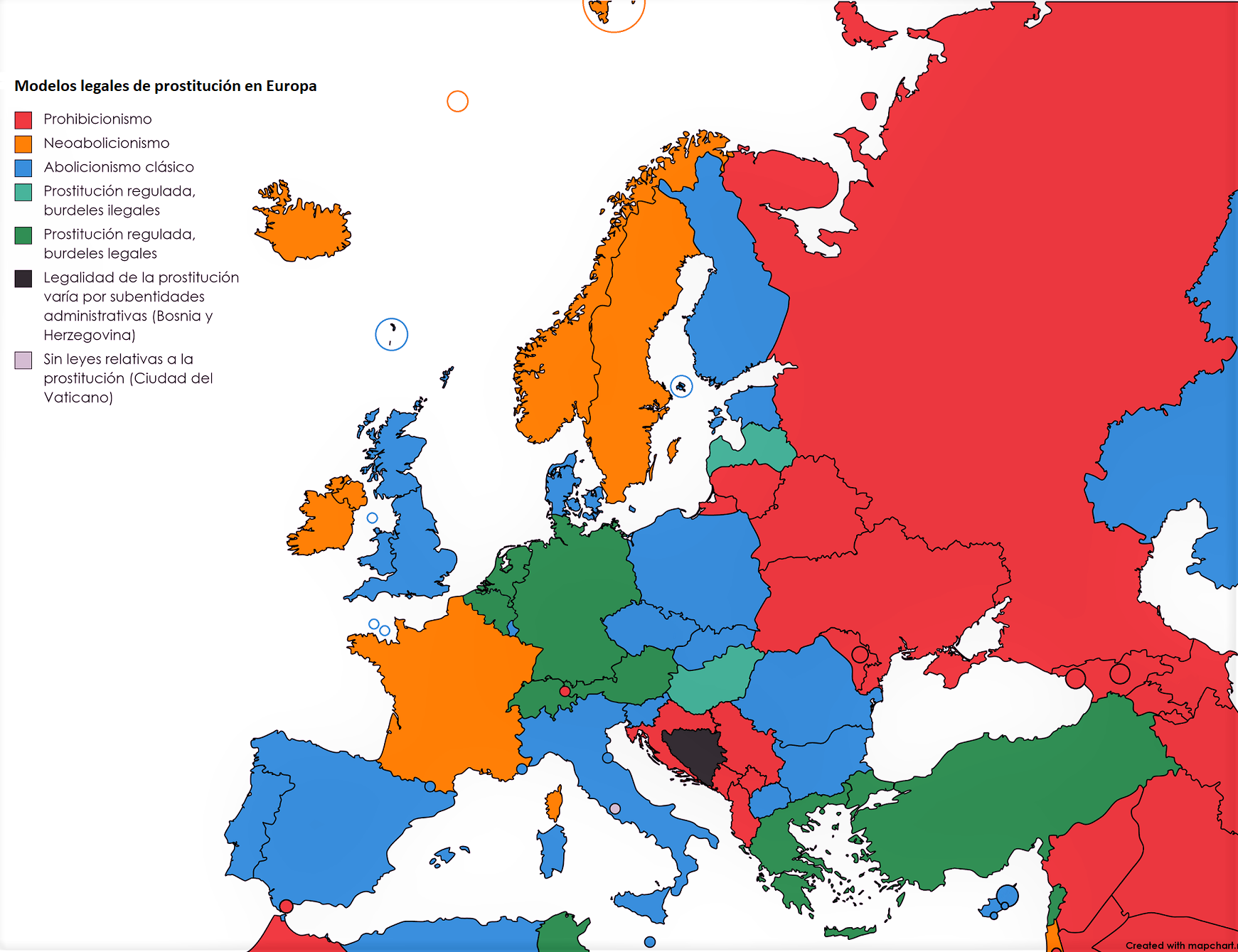
Prostitución en Europa. En verde, el modelo regulador, en el que la prostitución y los burdeles son legales, al que pertenece Países Bajos.

La prostitución en los Países Bajos es legal y está regulada. Otras operaciones, como operar o regentar un burdel, también son legales en el país. El barrio rojo de Ámsterdam, ubicado en dicha ciudad, es el barrio rojo más reconocido a nivel mundial, siendo un destino para el turismo sexual internacional.

## Historia

### Tolerancia durante la Edad Media
En el Imperio carolingio, del que pasaron a formar parte los actuales Países Bajos entre los años 481 y 734, la prostitución estaba muy extendida, tanto en las ciudades como en los pueblos, en las haciendas y en los monasterios de mujeres. A partir del siglo IX, la prostitución estuvo a veces regulada en las ciudades del Sacro Imperio Romano Germánico, sucesor de los francos, en forma de licencias gubernamentales para las llamadas «casas de mujeres», junto con la supervisión gubernamental de las operaciones comerciales. Al mismo tiempo, la prostitución fue condenada moralmente por al menos una parte de la opinión pública.
La actitud de la iglesia cristiana, también en los Países Bajos, hacia la prostitución fue la que en su momento dispusieron San Agustín (siglo V) y Tomás de Aquino (siglo XIII): la prostitución es reprensible, pero sin embargo necesaria para proteger a mujeres honorables de la violación y la privación de la virginidad.
Por lo tanto, la prostitución no estaba aprobada en los Países Bajos, pero estaba permitida en todas partes, a menudo con cierta regulación. Los medievales comprendían mucho las debilidades humanas en el ámbito sexual. Sin embargo, oficialmente la fornicación a veces conllevaba un castigo severo. Un juez de Dordrecht, probablemente del siglo XIV, amenazó tanto a las prostitutas como a los clientes de la prostitución con la pena de muerte.
Alrededor del año 1400, Ámsterdam tenía los llamados «prostíbulos». Además, existían las casas de baños, o casas de baños de lujo que normalmente funcionaban como burdel o casa de cita. Además, estufas ordinaria, instituciones, a veces fundadas por caridad, donde se calentaba la estufa y donde las personas entumecidas encontraban un hogar confortable. Aquí también tuvo lugar la fornicación. Las autoridades de la ciudad prohibieron este tipo de prostitución, pero las penas no fueron severas. Si la lujuria abierta en la bañera se salía de control, intervenía el ayuntamiento. Después de 1450, Ámsterdam también contaba con las llamadas «posadas deshonestas», donde, además de comida y bebida, también se vendía sexo.
La prostitución se abordó principalmente como un problema de orden público. Un keur (aviso legal) de Utrecht de 1403 y uno de Ámsterdam de 1413 prohibían la prostitución en los cementerios. La tendencia en el siglo XV era desterrar a las prostitutas a las «calles posteriores» (las zonas marginales), como calles sin salida cerca de las murallas de la ciudad. En 1478, Ámsterdam otorgó el derecho exclusivo de mantener prostíbulos a los sirvientes del alguacil. Los castigos para las putas que violaban las reglas establecidas eran: exhibición pública, destierro o mutilación permanente, preferiblemente del rostro.

### Edad Moderna

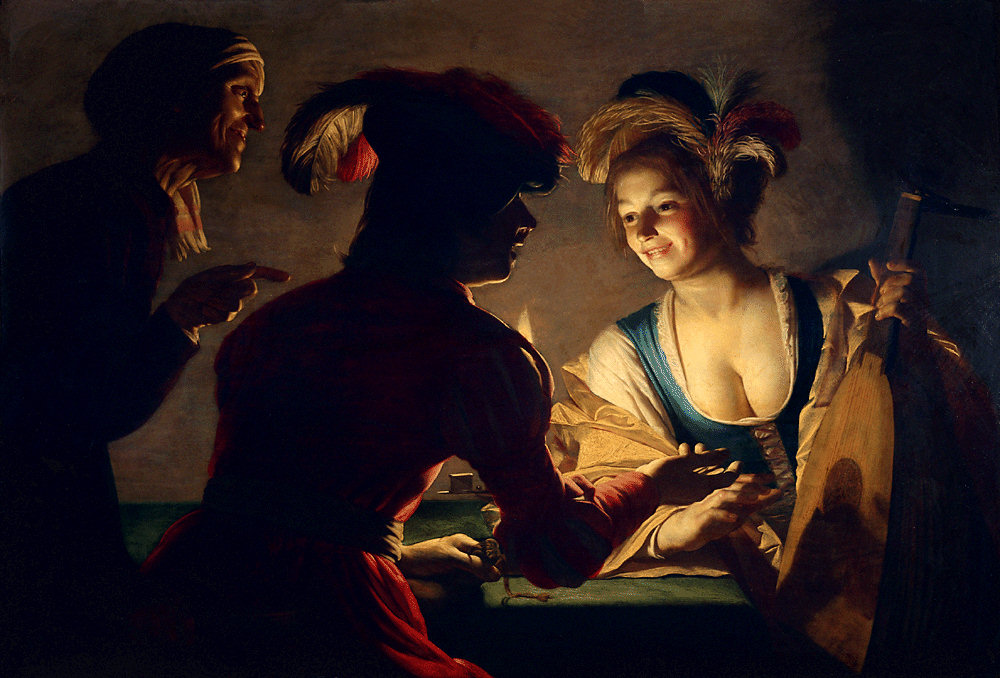
El cuadro La alcahueta, óleo sobre tela del pintor neerlandés Gerard van Honthorst (1625), representa una joven risueña con tocado de plumas (símbolo del libertinaje) y un laúd (que aboga la lujuria). La luz de la vela sobre la mesa enfatiza su escote provocativo. Frente a ella se recorta la silueta del cliente con una bolsa de dinero y ofreciéndole unas monedas, mientras a la izquierda la vieja alcahueta de pie observa y señala satisfecha la transacción.

En 1530, el emperador Carlos V había prohibido el funcionamiento de burdeles. No se sabe si esto tuvo algún efecto en los Países Bajos. Las ciudades continuaron intentando concentrar la prostitución en ciertos lugares y prohibirla en otros. Alrededor del año 1540, a una prostituta se le permitió vivir con Sunte Jans Poirt en Arnhem; en Delft fueron designados lugares para burdeles en 1542; y en Leiden en 1545. Ámsterdam intentó limitar los burdeles a Pijlen Halsteeg, sin embargo la prostitución se concentró en las zonas de Nes y Pieter Jacobsdwarsstraat. En La Haya, los burdeles, gestionados por el alguacil Vincent van Lebenstein y el fiscal general de Holanda, estaban situados alrededor del Spui, o plaza central. Los residentes locales se quejaron de las molestias a la gobernadora María de Austria, hermana del emperador, quien en 1539 decretó que no se podían mantener más burdeles en el Spui.
A veces una ciudad determinaba que a las «mujeres de vida ligera» no se les permitía aparecer fuera de las áreas designadas para ellas en la ciudad por la noche; no todo el día durante las ceremonias de la iglesia. Los castigos para las prostitutas que no obedecían las normas eran destierro, castigo corporal, o «llevar la piedra de la ciudad», castigo definido en llevar dos piedras pintadas con el escudo de la ciudad en una cadena alrededor del cuello.

### Calvinismo y prostitución. Prohibida pero tolerada
Entre 1570 y 1600 todas las ciudades de Frisia, Groninga, Overijssel, Güeldres, Utrecht, Holanda y Zelanda quedaron bajo la influencia de los calvinistas, que rechazaban estrictamente la prostitución. En 1575, se prohibió en Delft tener un «prostíbulo». Le siguió Midelburgo en 1576. Entre 1578 y 1580 Ámsterdam prohibió a los alguaciles mantener burdeles por más tiempo, y en 1580 castigó a los dueños de burdeles, a las casamenteras y a las prostitutas, proyectándose la desaparición de los burdeles abiertos.
Sin embargo, las ideas y costumbres entre el pueblo continuaron caracterizándose por la tolerancia sexual medieval durante todo el siglo XVII. No obstante, en el mismo siglo se hizo costumbre considerar las enfermedades venéreas como un castigo de Dios por el comportamiento impuro.

### SigloXVII

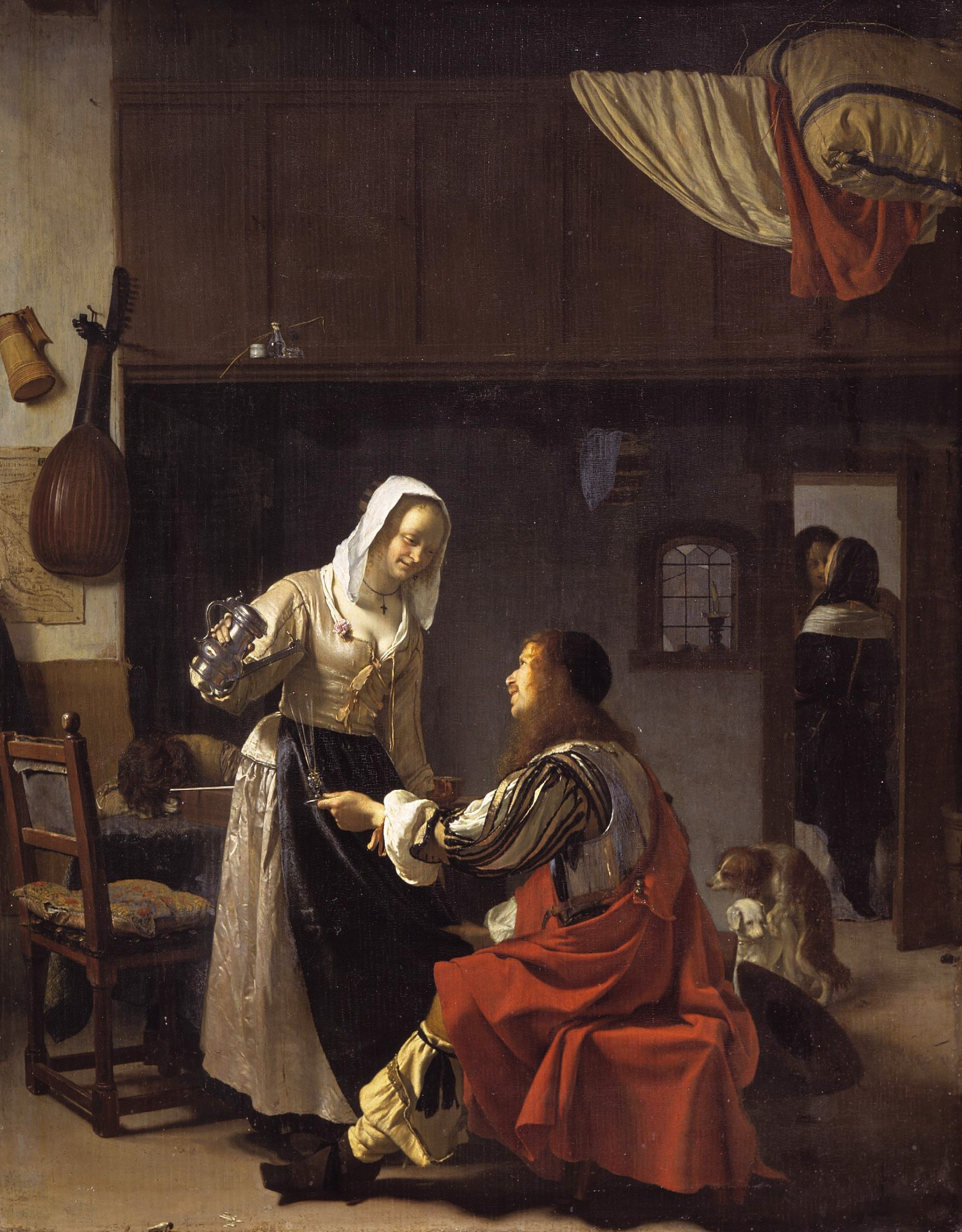
Escena de burdel, óleo de Frans van Mieris (c. 1658-1659).

Los lugares de reunión de las putas eran los bares y posadas. En el siglo XVII también se establecieron en las principales ciudades los llamados «músicos» o casas de música o juegos, donde los músicos tocaban y las prostitutas se presentaban a los visitantes (viajeros, extranjeros, marineros). Ámsterdam fue invadida por comerciantes, marineros y aventureros, lo que provocó una gran oferta de prostitución. En los music halls y bares había una gran mezcla de estilos de vida, de modo que las putas de las clases trabajadoras más bajas podían beneficiarse del gasto de los visitantes más ricos. Alrededor de 1675, Ámsterdam tenía al menos 18 casas de juego y 67 casas de prostitutas, lo que dejaba alreedor de un millar de prostitutas, para una población de 200 000 habitantes.
Para las clases bajas de Ámsterdam existía la «posada deshonesta» o la «casa de juegos». El dueño del bar a menudo acordaba con la prostituta que ella se quedaría en la tienda con sus chicas hasta la hora de cierre, y sólo entonces las chicas intentarían continuar el contacto que habían establecido con un cliente en otro lugar, por ejemplo. en casa de la puta casera. Además, estaban las casas de baile más pequeñas, migchelkitten y las llamadas bodegas, que eran frecuentadas por prostitutas callejeras.
Los concilios eclesiásticos instaron a las autoridades de la ciudad a criminalizar la fornicación y procesar a las prostitutas y sus clientes. Sin embargo, los administradores de la ciudad eran mucho menos fanáticos y de ello se logró poca aplicación real de las prohibiciones de prostitución. Las prostitutas en Ámsterdam sólo fueron procesadas durante redadas irregulares. Las mujeres arrestadas por segunda o tercera vez podían ser desterradas de la ciudad durante varios meses o encarceladas en la prisión de mujeres. Los prostitutos casados eran perseguidos y castigados con multas, deshonra o destierro.

### SigloXVIII. Burguesía y moral estricta
En el siglo XVIII, una ética matrimonial casta y más mojigata se afianzó en los círculos civiles, que rechazaban estrictamente la prostitución. Desde finales del siglo XVII, el gobierno de Ámsterdam tomó medidas más estrictas contra la prostitución.
A lo largo de este siglo, las casas de juego ya no quisieron acoger a las pobres prostitutas de las caseras de los prostíbulos, proporcionaron sus propias mujeres para vestirlas y organizaron sus propias instalaciones para el aislamiento. En Ámsterdam, aproximadamente después de 1770, se establecieron nuevos teatros y otros establecimientos bellamente renovados con entre 20 y 30 prostitutas en la casa; aparentemente estos fueron tolerados más o menos oficialmente. En Ámsterdam, los burdeles 'de Pijl' en Pijlsteeg y 'de Fontijn' en Nieuwmarkt empleaban hasta treinta mujeres a finales del siglo XVIII. Algunos propietarios de burdeles ganaban mucho dinero.
Además de los burdeles, este siglo también vivían en Ámsterdam prostitutas que trabajaban de forma independiente; peluqueros, peluqueros y vendedores o tenderos de moda y galantería funcionaban como casamenteros entre prostituta y cliente de prostitución.

### SigloXIX

#### Período napoleónico
En el reino de Holanda ocupado por los franceses, todas las antiguas ordenanzas municipales fueron abolidas en 1809. Siguiendo el ejemplo francés, en 1811 se introdujeron medidas policiales que obligaban a los dueños de burdeles y a las mujeres públicas (otro nombre para redefinir a las prostitutas) a registrarse en la policía. La prostituta recibía entonces una tarjeta roja de registro y estaba obligada a someterse dos veces por semana a un reconocimiento médico por parte del cirujano de la policía, sobre todo para detectar enfermedades venéreas, pagando quince peniques. Este sistema continuaría en los Países Bajos hasta 1900 aproximadamente. Su objetivo oficial era combatir las enfermedades venéreas. Si el propietario de un burdel no cumplía las normas de registro, se clausuraba su negocio. Por lo general, tanto estos empresarios como las prostitutas cumplían estas obligaciones, ya que sabían que la policía podía hacerles la vida imposible. Incluso las prostitutas autónomas, a veces registradas por el municipio por su propia cuenta, no solían oponerse a los controles médicos obligatorios. Sin embargo, al mismo tiempo, en 1811, también entró en vigor en los Países Bajos el código penal francés, que contenía el artículo 334 contra la promoción de la prostitución de menores de 21 años.

#### Regulación de burdeles por las autoridades
Tras la salida de los franceses en 1813, los funcionarios municipales a menudo no sabían lo que tenían que cumplir. Solo unas pocas ciudades del renombrado Reino Unido de los Países Bajos se adhirieron a las regulaciones para los dueños de burdeles y prostitutas. En Ámsterdam, después de 1813, la policía había seguido adelante por su cuenta, aparentemente sin legitimación política, con la obligación de registro para los dueños de burdeles y prostitutas, incluyendo el examen médico obligatorio de las mujeres.
Entre la alta burguesía de los Países Bajos prevalecía la opinión de que las prostitutas eran mujeres totalmente depravadas y «profundamente caídas». En 1816, el gobierno opinaba que muchos soldados estaban infectados de «sífilis» (en aquella época, término genérico para todas las infecciones venéreas), lo atribuía a la insuficiencia de las medidas sanitarias de los gobiernos y pedía a los municipios que informaran de lo que ya estaban haciendo para combatir las enfermedades venéreas. Las autoridades médicas defendieron la regulación de la prostitución como una protección médica, especialmente para las clases más acomodadas. Las autoridades políticas vieron en ella una segunda ventaja: podía ser una herramienta para frenar y controlar la prostitución intrusiva y moralmente ofensiva. Ámsterdam, en su respuesta al gobierno en 1816, subrayó que, sobre todo, no debían volver reglamentos como los de la época francesa, ya que fomentarían aún más los males de la prostitución. La Haya sí fue el primer municipio en 1825. en promulgar un nuevo reglamento, el Reglement nopens de publieke vrouwen en de zoo-called huizen van ontucht. En 1828, el gobierno pidió a los demás municipios que siguieran el ejemplo de La Haya, hasta que en 1845, Den Helder, Alkmaar, Delft, Harderwijk, Flesinga, Arnhem, Midelburgo, Haarlem y Bolduque siguieron ese consejo.
El ayuntamiento de Ámsterdam, por su parte, mantenía la opinión de que la prostitución era vergonzosa y, por tanto, no debía regularse. El jefe de policía de Róterdam, de forma similar, introdujo en 1847, bajo su propia autoridad, la obligación de que las prostitutas registradas ante él se sometieran a exámenes médicos periódicos, bajo amenaza de celda policial. Las prostitutas y los dueños de burdeles cooperaron dócilmente.

#### Regulaciones en las ciudades
Después de 1848, los médicos insistieron ante las autoridades con peticiones relativas a la regulación. En esta ocasión, los ayuntamientos se mostraron más receptivos que, antes de 1848, las Juntas de Alcaldes y Concejales. En 1851, el gobierno central incluyó en la nueva Ley de Municipios un artículo, el 188, que, por primera vez en la legislación nacional, se refería a la prostitución: «La policía de los teatros, posadas, tabernas y de todos los edificios y reuniones abiertas al público, diversiones públicas y casas abiertas de fornicación, corresponde al Alcalde».
El profesor L.C. van Goudoever, con el permiso del alcalde de Utrecht, inició en 1858 un seguimiento médico de prostitutas seleccionadas por él, con el fin de conseguir suficientes pacientes femeninas dispuestas a realizar demostraciones clínicas durante su docencia de cirugía y obstetricia en la Universidad de Utrecht. Sin embargo, en algún momento entre 1858 y 1878, el ayuntamiento de Utrecht rechazó la regulación gubernamental de la prostitución. El ayuntamiento de Ámsterdam también rechazó un proyecto de ordenanza sobre prostitutas y burdeles el 30 de enero de 1862.

#### Prostitución fuera de los burdeles
El número de burdeles conocidos por la policía disminuyó en Ámsterdam y Utrecht. Por un lado, en Ámsterdam aún había 131 burdeles en 1852, cifra que se redujo a 68 en 1882 y 43 en 1888. Por su parte, Utrecht tenía 14 casas públicas en 1842, 12 en 1862, y solo tres en 1885. Así, mientras que en Utrecht el número de prostitutas en los burdeles disminuyó bruscamente, el número de mujeres extranjeras entre ellas (alemanas, belgas, luxemburguesas, francesas) aumentó mucho, incluso en cifras absolutas.
Además de la prostitución en burdeles y en la calle, a lo largo del siglo también hubo prostitución en casas nocturnas, sótanos nocturnos, pubs y cervecerías. Las prostitutas holandesas de finales de siglo ya no querían someterse a la estructura de los burdeles y a las estrictas políticas policiales, y querían trabajar de forma más independiente, en la calle, en los pubs o en la puerta de sus propias casas.

#### Procesos civiles para su prohibición
A partir de 1878, la «Nederlandsche Vereeniging tegen de Prostitutie» abogó por que el gobierno cerrara los prostíbulos, y a partir de 1884 lo hizo también la «Nederlandsche Vrouwenbond ter verhoogting van het zedelijk bewustzijn», ambas asociaciones fuertemente ortodoxas-protestantes. En 1886 se penalizaron las relaciones extramaritales con menores de 16 años.
A partir de 1888, la sociedad protestante-cristiana Midnight Missionary Society se apostó frente a los burdeles para pedir cuentas a los hombres por su comportamiento inmoral y presentó peticiones a los ayuntamientos para que abolieran las normas. En 1889, se celebró en Frascati un congreso nacional contra la prostitución. Esta presión surtió efecto: a mediados de 1889, cinco municipios habían abolido la reglamentación de la prostitución. Ámsterdam prohibió en 1889 atraer clientes a la acera o a la calle cerca de un burdel. En 1889, Kampen fue el primero en restablecer la prohibición de los burdeles. Utrecht lo hizo en 1890, seguido de Amersfoort, Den Helder, Alkmaar, Harderwijk y Venlo.

### SigloXX. Tolerancia y legalización final
En 1902, Ámsterdam prohibió todos los establecimientos que ofrecieran oportunidades para «actos lascivos», cerró el burdel más famoso, Maison Weinthal, después de lo cual los otros siete burdeles existentes cerraron sus puertas ellos mismos. En Leiden, el ayuntamiento cerró los burdeles en 1904.
En 1911, el artículo 250bis (sobre prohibición de burdeles) del Código Penal declaró que tener burdeles era un delito porque, según el gobierno, socavaban la moral pública.

#### Burdeles prohibidos, pero tolerados
La prostitución de ventana siguió existiendo; aunque en sentido estricto estaba bajo la prohibición de los burdeles, en determinados lugares fue tolerado por la policía. Como nuevos frentes para la prostitución, surgieron las «tabaquerías» dirigidas por mujeres y, después de 1918, los «establecimientos de masajes», especialmente en Ámsterdam y Róterdam. En 1920, Ámsterdam tenía alrededor de 600 casas de prostitución con 1 100 prostitutas.
Después de la Primera Guerra Mundial, aparecieron por toda la ciudad los llamados establecimientos de masajes, pero con una concentración alrededor de Leidsestraat, en total más de ochenta. En aquella época, sin embargo, la gente se apresuraba a llamar «prostitución» a todo sexo extramatrimonial. Revistas como De Zwarte Kat y Pan, en las que las prostitutas ofrecían sus servicios, incluso en «casas de masajes», fueron prohibidas en 1930. Las galerías falsas y los marchantes de arte también eran fachadas. Porque la «prohibición de burdeles» contenida en el art. 250bis resultó difícil de utilizar, los municipios introdujeron regulaciones locales adicionales contra la prostitución de ventanas. Ámsterdam y Utrecht hicieron esto en 1935, o Groninga, que lo hizo en 1960.
En 1930 se prohibió la publicación de las revistas De Zwarte Kat y Pan debido a sus anuncios sobre prostitución. A partir de entonces, las «casas de masajes» captaron clientes mediante folletos.

#### De la prohibición al aperturismo y las peticiones de legalización (1940-1980)

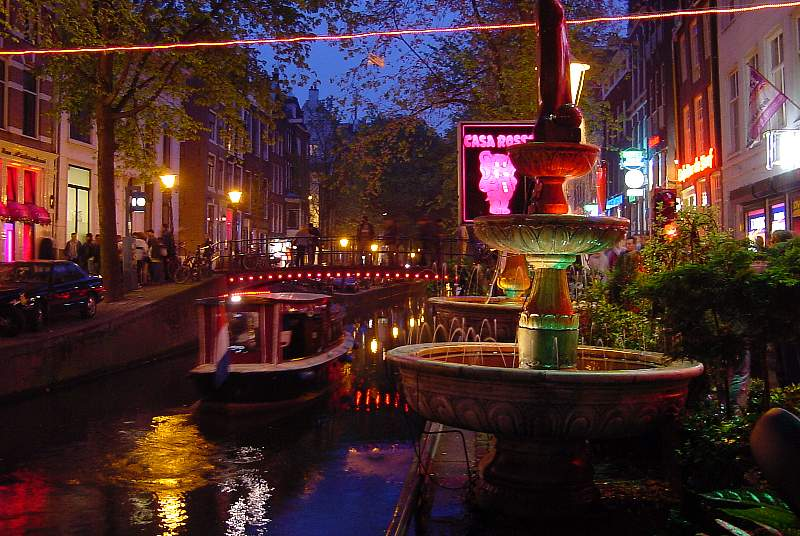
Imagen de Oudezijds Achterburgwal, canal principal de Ámsterdam, al atardecer.

En las décadas de 1950 y 1960, la sociedad neerlandesa tomó conciencia de que la prohibición de burdeles era un elemento impotente dentro de su organismo jurídico. El Algemeen Handelsblad publicó un llamamiento a favor de la legalización de la prostitución el 21 de noviembre de 1959.
Algunos municipios, como Utrecht en 1973, Groninga en 1981 y Ámsterdam en 1983, se volvieron más abiertos respecto de su tolerancia real hacia la prostitución. La industria del sexo se presentó más abiertamente en las calles, y también surgieron burdeles en barrios respetables y granjas sexuales. A partir de 1970, el negocio de la prostitución en los Países Bajos se volvió más internacional: primero llegaron mujeres de Surinam, luego mujeres de otros países latinoamericanos, Tailandia y más tarde de África.
La Fundación Mr de Graaf, fundada una vez para combatir la prostitución, abogó por la despenalización y desestigmatización de la prostitución en 1976. Mientras tanto, en Róterdam en 1980 quedó claro que los burdeles prohibían el art. 250bis no sólo no inhibió la prostitución, sino que incluso frustró la política municipal sobre prostitución.
En 1941, en Ámsterdam, se ordenó a la policía moral de las principales ciudades que exigiera a las prostitutas profesionales que se sometieran a controles médicos periódicos. Durante varias redadas con ese fin, 115 mujeres fueron arrestadas en 1941 y 551 mujeres en 1943.
Después de 1945, la prostitución volvió a ser expulsada en gran medida del barrio De Pijp, con la excepción de Ruysdaelkade. En la década de 1950, la policía todavía opinaba que los recordatorios de la prohibición de ambulancia y venta ambulante del art. 259 fueron ineficaces y las prostitutas de Walletjes se comportaron cada vez más descaradamente.
En el período 1956-1963, cinco prostitutas de ventana o de café fueron asesinadas en Ámsterdam. Durante el juicio por asesinato en noviembre-diciembre de 1959 contra el marido de la prostituta de ventana asesinada Magere Jossie, quedó muy claro para el público en general que el art. 250bis había sido violado en gran escala, y la opinión pública habló de la prostitución como un abuso y una vergüenza en una sociedad de prosperidad. Poco después del juicio por asesinato, la policía antivicio y callejera llevó a cabo una importante acción en Walletjes, durante la cual se denunció a los propietarios de burdeles y a prostitutas vestidas deshonrosamente, sin previo aviso.

#### Eliminación de la prohibición de los burdeles (1982-2000)

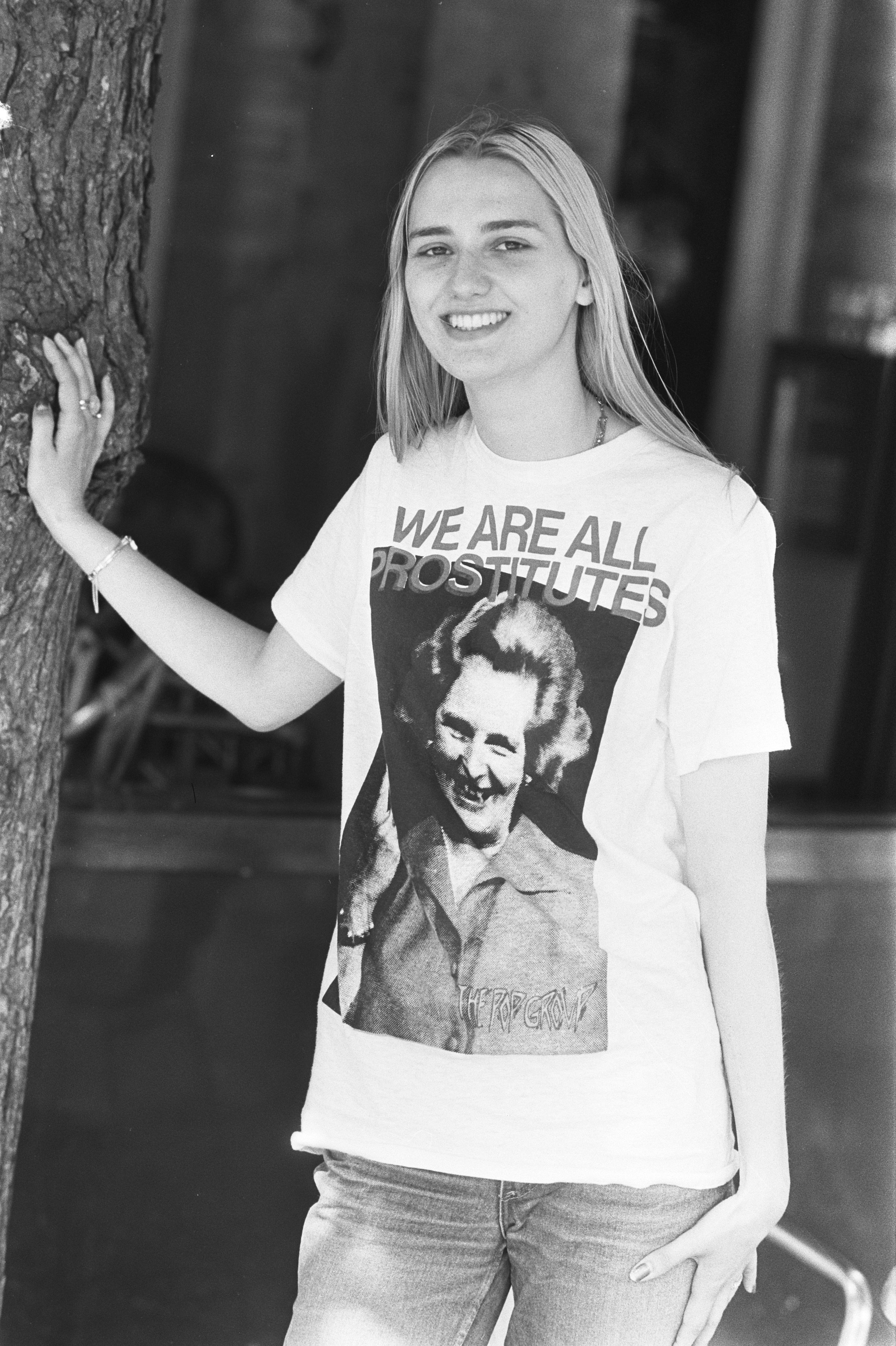
Fotografía de 1982 de Anja van de Hoerenvakbond, activista del grupo de apoyo y defensa de las prostitutas, Hoerenvakbond.

Alrededor de 1982, surgieron más iniciativas para abolir la prohibición nacional de burdeles. Después de que la Cámara de Representantes acordara la abolición en 1987, asumió el cargo el ministro de Justicia Ernst Hirsch Ballin (CDA), quien tenía objeciones insuperables a la abolición y retiró el proyecto de ley en 1993.
En 1982, varias prostitutas de Ámsterdam se organizaron en el llamado «sindicato de putas» (en neerlandés Hoerenvakbond). El 16 de marzo de 1983, el concejal del PSP Bob van Schijndel publicó el memorando «Prostitutas de la opresión», en el que definía que «la prostitución domina cada vez más en la zona de Burgwallen», explicando, con un plan de zonificación, que era posible «evitar una expansión no deseada del número de negocios de prostitución en un barrio».
A principios de 1985, el municipio encargó a un investigador que realizara una investigación preliminar sobre la prostitución de mujeres extranjeras en Ámsterdam. Habló con la policía, instituciones de atención y otros, y ese año presentó una historia a la Oficina para la Coordinación de la Emancipación de la Mujer del municipio. En el artículo sugiere, entre otras cosas, que entre el 50 % y el 70 % de las prostitutas que trabajan en los Países Bajos procedentes de América del Sur, el sudeste asiático y África llegan aquí a través del «tráfico de mujeres», acompañada de «reclutamiento» y «violencia y explotación».
El 23 de marzo de 1987 se supo que el llamado «borrador del informe» se había filtrado al diario Het Parool, que lo presentó como si se tratara de un informe científico municipal oficial: «se ha reclutado a un gran número de mujeres extranjeras [...] en condiciones espantosas». Se decidió promover rápidamente el "informe" de un folleto para uso interno a un informe oficial de investigación municipal. Posteriormente, más medios se hicieron eco de dicho informe.
A partir de 1989, tras la caída del Muro de Berlín, muchas mujeres de Europa del Este también empezaron a trabajar en la prostitución en los Países Bajos.
En el año 2000 se abolió el art. 250bis sobre prohibición de burdeles. La exposición de motivos de la ley menciona varias razones: protección de la situación de las prostitutas; combatir la explotación de la prostitución involuntaria; control y regulación de la explotación de la prostitución. Solo se demostró la última razón, concretamente en el primer debate parlamentario dedicado al levantamiento de la prohibición de los prostíbulos, el 10 de mayo de 1984: la prohibición de los prostíbulos imposibilitaba a los municipios, desde el punto de vista de la ordenación territorial o orden público, para implementar una política de reubicación específica en relación con los burdeles, citando el ejemplo de Róterdam, en 1980. El 1 de octubre de 2000, las relaciones sexuales con una prostituta menor de 18 años también se tipificaron como delito punible.

### SigloXXI. Internacionalización del sexo turístico y los barrios rojos

Locales y turistas visitan De Wallen, el barrio rojo de Ámsterdam.

La legalización de la prostitución en 2000 se hizo para proteger a las mujeres dándoles permisos de trabajo, pero las autoridades comenzaron a temer que la actividad en torno a dicha misiva quede fuera de control: «Nos hemos dado cuenta de que ya no se trata de pequeños empresarios, sino de grandes organizaciones criminales implicadas en el tráfico de mujeres, drogas, asesinatos y otras actividades delictivas», declaró en su momento Job Cohen, ex alcalde de Ámsterdam.
Más recientemente, las autoridades han observado un aumento de la violencia centrada en esta industria irregular, y han achacado este incremento a la inmigración ilegal de individuos a Ámsterdam para participar en la industria del sexo: «Los tipos de Europa del Este traen a mujeres jóvenes y asustadas; las amenazan y les pegan», dijo un residente de De Wallen. La prostitución ha seguido estando relacionada con actividades delictivas, lo que ha llevado a las autoridades a tomar varias medidas, incluidos planes detallados para ayudar a las prostitutas a abandonar el comercio sexual y encontrar otras profesiones.
En 2005, Amma Asante y Karina Schaapman, dos concejalas del Partido Laborista, redactaron un informe titulado «Het onzichtbare zichtbaar gemaakt» (Hacer visible lo invisible). Schaapman había ejercido la prostitución en el pasado y recibía información sobre la entrada del crimen organizado y la violencia en el negocio. Otros informes aparecieron por la misma época. Concluían que un gran número de prostitutas de Ámsterdam se veían obligadas a trabajar y sufrían abusos por parte de proxenetas y bandas criminales, y que los objetivos de la legalización estaban fracasando.
En respuesta a los problemas relacionados con la implicación del crimen organizado en el comercio sexual, el gobierno neerlandés decidió cerrar numerosos negocios de prostitución. Preocupados por la delincuencia organizada, el blanqueo de dinero y la trata de personas, las autoridades de Ámsterdam, bajo la dirección del alcalde Cohen, denegaron en 2006 la renovación de la licencia a unos 30 burdeles del barrio rojo de Ámsterdam, De Wallen; los propietarios de los burdeles recurrieron. Para contrarrestar las noticias negativas, el distrito organizó una jornada de puertas abiertas en 2007 y se inauguró una estatua de una trabajadora del sexo desconocida, «con la intención de honrar a los empleados de la industria en todo el mundo». En septiembre de 2007 se anunció que la ciudad de Ámsterdam iba a comprar varios edificios del barrio rojo a Charles Geerts para cerrar alrededor de un tercio de los escaparates.
A finales de 2008, el alcalde Cohen anunció planes para cerrar la mitad de los 400 escaparates de prostitución de la ciudad por sospechas de actividad de bandas criminales. El alcalde también va a cerrar algunos de los 70 cafés de marihuana y clubes de sexo de la ciudad. Esto se produce al mismo tiempo que la decisión del Gobierno de prohibir la venta de «setas mágicas» y el cierre de todos los coffee shops situados cerca de colegios. No obstante, el alcalde Cohen ha señalado: «No es que queramos deshacernos de nuestro Barrio Rojo. Queremos reducirlo. Las cosas se han desequilibrado y si no actuamos nunca recuperaremos el control».
En 2009, el Ministerio de Justicia neerlandés anunció el nombramiento de un fiscal especial encargado de cerrar los puntos de prostitución y los coffee shops relacionados con organizaciones delictivas.
En 2009 se presentó una propuesta de ley en la Cámara de Representantes de los Países Bajos, modificada en 2010, que prohibiría la prostitución de menores de 21 años. Las prostitutas están obligadas a registrarse; reciben un pase de registro con una fotografía y un número de registro, pero sin nombre ni otros datos personales. Los clientes están obligados a comprobar este pase. Además de las normas municipales, se introdujo una norma nacional que obliga a las empresas del sexo a tener una licencia, incluidas las empresas de prostitución como burdeles y agencias de acompañantes, pero también, por ejemplo, los cines para adultos. Según las enmiendas propuestas, el anuncio de una prostituta individual debe contener su número de registro, y el de una empresa sexual, su número de licencia. Los locales de acceso público de una empresa de sexo (si los hay) deben tener en el exterior un cartel que indique que la empresa tiene licencia, mientras que en el interior debe exhibirse una copia de la licencia. Se ha aplazado la votación de la ley para que ambas partes puedan examinar el asunto más detenidamente.
Las hermanas gemelas Louise y Martine Fokkens, de 70 años, que han trabajado durante décadas como prostitutas en los barrios rojos de Ámsterdam, fueron objeto de una película en 2011 y de un libro en 2012. En una entrevista de 2012, se quejaron de que la legalización de 2000 había provocado más delincuencia y la imposición del oficio.

#### 2020-2021: prohibición temporal durante la pandemia de COVID-19

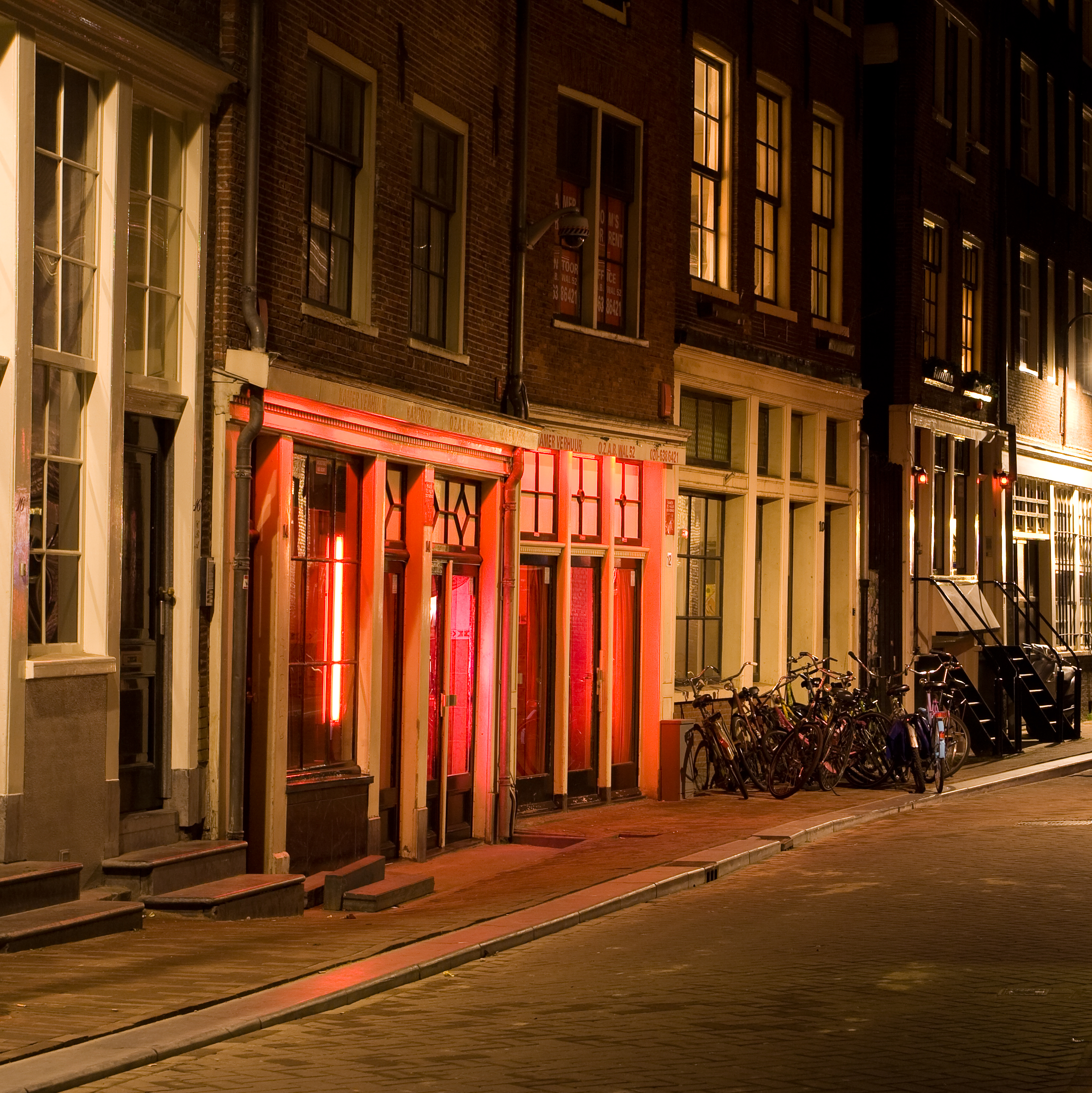
Puertas de cristal de las habitaciones alquiladas por prostitutas en el barrio rojo de Ámsterdam.

Debido a la pandemia de coronavirus, el 15 de marzo de 2020 se cerraron todos los burdeles que funcionaban legalmente en los Países Bajos, en virtud de órdenes de emergencia por distrito policial. La orden de cierre sorprendió a algunos clientes en pleno acto. Dado que el gobierno neerlandés no había compensado económicamente a las trabajadoras del sexo (especialmente a las que siempre han pagado impuestos a través del sistema de «inclusión voluntaria», diseñado porque las trabajadoras del sexo no pueden ser empleadas que obedecen a un jefe), muchas de ellas se vieron obligadas a seguir trabajando, recurriendo al negocio un tanto turbio de la prostitución ilegal a domicilio.
Cuando los Países Bajos entraron en una situación de semiclandestinidad, en el Parlamento se plantearon cuestiones sobre las trabajadoras del sexo que tenían que seguir trabajando para pagar sus facturas, o incluso comprar comida. Los políticos cristianos afirmaron que querían ayudar a las mujeres a escapar de la explotación, pero los sindicatos de trabajadoras del sexo respondieron airadamente que no querían ser «salvadas» por personas a las que les gustaría volver a prohibir la prostitución. Las trabajadoras del sexo y sus grupos de apoyo se quejaron varias veces, en entrevistas de radio y televisión, de que los políticos hablan de ellas, en lugar de hablar con ellas. Dejar a las propias trabajadoras del sexo fuera del debate sobre el trabajo sexual conduce a decisiones equivocadas, basadas en las voces más fuertes, de personas que podrían pensar que la prostitución debería ilegalizarse, en lugar de escuchar a las trabajadoras del sexo con experiencia y dar a las trabajadoras del sexo el poder de tomar sus propias decisiones.
Las trabajadoras del sexo de burdeles con licencia que han pagado impuestos durante muchos años se sienten traicionadas por el gobierno, ya que se han distribuido muchos millones de dinero de apoyo a empresas y trabajadores independientes para mantener la economía a flote, pero las trabajadoras del sexo no se ajustaban a las normas de compensación, a menos que se hubieran registrado oficialmente como trabajadoras independientes. Muchas trabajadoras del sexo de los Países Bajos se han quejado de que ya no pueden pagar la comida ni el alquiler.
Según una hoja de ruta para la relajación de las medidas anticorona adoptadas por el gobierno, la reapertura de los burdeles en los Países Bajos debía tener lugar en septiembre de 2020. En una rueda de prensa posterior, el 24 de junio de 2020, con el primer ministro Mark Rutte y el ministro de Salud Pública Hugo de Jonge, se anunció que la prostitución volvería a ser legal en los Países Bajos a partir del 1 de julio de 2020. El 18 de mayo de 2021, se permitió a las trabajadoras del sexo reanudar sus trabajos.

## Demografía
Un artículo publicado en 1997 en la Enciclopedia Internacional de la Sexualidad afirmaba que el número total de prostitutas en los Países Bajos era de entre 15 000 y 20 000. CATW ha afirmado que había 30 000 prostitutas en los Países Bajos, citando el informe Sex tax Ticks off Dutch de Associated Press. Según Radio Nederland, en 1999, se estimaba que había 25 000 prostitutas en los Países Bajos, con 12 500 trabajando al mismo tiempo en un total de 6 000 lugares.
En 2012, la mayor parte de la prostitución consistía en mujeres que vendían sexo a hombres. Se estimaba que alrededor del 5 % de las prostitutas eran hombres y el 5 % eran mujeres transexuales.
En 2016, ONUSIDA estimó que el número de profesionales del sexo en los Países Bajos era de 25 000.

### Trabajadores del sexo migrantes
En la década de 1970, la mayoría de las trabajadoras del sexo migrantes en los Países Bajos procedían de Tailandia, y en la década de 1980 de América Latina y el Caribe. No más de un tercio eran de nacionalidad neerlandesa, y el resto representaba a 44 nacionalidades.
Un artículo escrito por Marie-Victoire Louis en Le Monde diplomatique en 1997 afirmaba que el 80 % de las trabajadoras del sexo de Ámsterdam eran extranjeras y el 70 % no tenían papeles de inmigración (pero no citaba la fuente). Un informe holandés publicado en junio de 1999 estimaba que dos tercios de las trabajadoras del sexo eran inmigrantes.
En 2008, Karina Schaapman, antigua trabajadora sexual y exmiembro del ayuntamiento de Ámsterdam, elaboró un informe sobre el comercio sexual en Ámsterdam. Ofreció a la policía un grupo de Facebook con 80 «proxenetas violentos», de los cuales sólo tres habían nacido en Holanda. Afirmó que más del 75 % de las entre 8 000 y 11 000 trabajadoras del sexo de Ámsterdam procedían de la antigua Unión Soviética, África y Asia.
Un estudio publicado por TAMPEP en 2009 cifraba el número de trabajadoras del sexo inmigrantes en 2008 en un 60 % (un descenso con respecto al 70 % de 2006), procedentes de Europa Central 40 %, América Latina 20 %, Europa Occidental 12 %, Europa del Este (no UE) 8 %, África 8 %, los Balcanes 4 %, Asia 4 % y los países bálticos 3 %.

### Clientes
En un estudio de 1989, el 13,5 % de los hombres de los Países Bajos declararon haber pagado por sexo al menos una vez en su vida, y el 2,6 % lo había hecho durante el último año.

### En la práctica

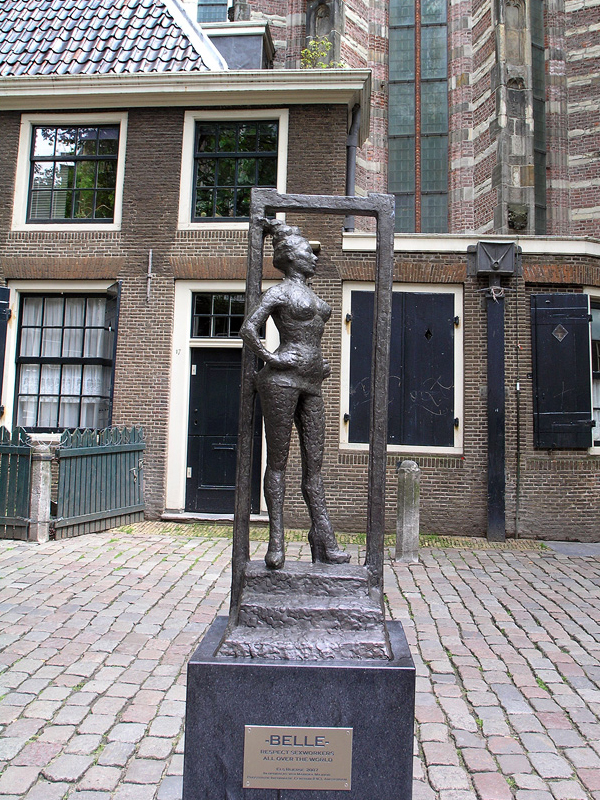
Estatua de bronce Belle delante de la Oude Kerk, por Els Rijerse. La inscripción reza «Respeta a las trabajadoras del sexo de todo el mundo».

Según la Enciclopedia Internacional de la Sexualidad, durante la década de 1990, alrededor del 10 % de las prostitutas trabajaban en la calle, el 30 % en la prostitución de ventana, el 30 % en clubes de sexo, el 15 % en un servicio de acompañantes y el 15 % en su residencia privada.
Algunas ciudades neerlandesas ofrecen instalaciones denominadas afwerkplek, un recinto sexual para coches destinado a la prostitución callejera.
Según Radio Nederland en 2012, la prostitución se concentraba en las grandes ciudades y sus alrededores y en las ciudades fronterizas de las regiones de Limburgo, Groninga, Twente, Brabante Septentrional y Zelanda. La prostitución se ejercía de varias formas: prostitución de ventana y callejera, clubes, agencias de acompañantes y prostitución a domicilio. La prostitución de ventana se daba en 12 ciudades de los Países Bajos. Se estimaba que una media de 2 000 trabajadoras del sexo ejercían diariamente esta forma de prostitución. La prostitución callejera existía en 10 ciudades neerlandesas y en ella ejercían diariamente una media de 320 profesionales del sexo. Entre 3 500 y 4 000 trabajadoras del sexo trabajaban diariamente en 600-700 clubes y burdeles privados. El alcance de otras formas de prostitución, como las agencias de acompañantes y la prostitución a domicilio, era mucho más difícil de estimar. La prostitución a domicilio se daba en al menos 17 municipios, y las agencias de acompañantes existían en al menos 28 municipios.
En 2008, las estadísticas municipales mostraban 142 burdeles con licencia en Ámsterdam, con unos 500 escaparates, y las autoridades estimaban que las transacciones sexuales en Ámsterdam suponían unos 100 millones de dólares estadounidenses al año.
En 2011, las autoridades neerlandesas empezaron a pedir a los trabajadores del sexo que pagaran impuestos sobre sus ganancias.

## Organizaciones de trabajadoras del sexo

### Organizaciones nacionales
Las trabajadoras del sexo de los Países Bajos han creado varias organizaciones para velar por sus intereses, incluidos los derechos humanos, los derechos laborales, la atención sanitaria y la inclusión social. El primer ejemplo histórico de sindicato neerlandés de trabajadoras del sexo fue El Hilo Rojo (De Rode Draad) (1985-2012). PROUD es un sindicato nacional de comercio sexual para (antiguas) trabajadoras del sexo con sede en Ámsterdam, fundado en 2015 como sucesor del anterior. Red Light United se fundó en 2019 como sindicato de trabajadores de escaparates (en su mayoría migrantes) en De Wallen, en Ámsterdam. El Centro de Información sobre la Prostitución (PIC) en Ámsterdam ha estado proporcionando información a trabajadores sexuales, clientes, turistas, el gobierno y el público en general desde 1994. Además, Aidsfonds / Soa AIDS Nederland es una organización con sede en Ámsterdam que dirige un Programa de Proyectos de Trabajo Sexual para prevenir el VIH/Sida y las ETS entre los trabajadores sexuales.

### Organizaciones internacionales
El Comité Internacional por los Derechos de las Prostitutas (ICRP) se fundó en Ámsterdam en 1985, donde ese mismo año se celebró el primero de una serie de Congresos Mundiales de Prostitutas, en el que se adoptó la Carta Mundial por los Derechos de las Prostitutas. Se relanzó como Comité Internacional por los Derechos de las Trabajadoras Sexuales en Europa (ICRSE) en Ámsterdam en 2005, y elaboró otra carta de derechos para las trabajadoras sexuales, centrada en los países europeos. TAMPEP, fundada en 1993, con sede en Ámsterdam y acogida desde Helsinki, se autodenomina «Red europea para la prevención del VIH/ITS y la promoción de la salud entre las trabajadoras del sexo migrantes». El Fondo Paraguas Rojo (RUF) se fundó en 2012 como un fondo con sede en Ámsterdam que concede subvenciones a grupos de defensa de los derechos de las trabajadoras del sexo de todo el mundo. Además, la Asociación Internacional La Strada (LSI) es una organización contra la trata con sede en Ámsterdam que tiene la despenalización del trabajo sexual como «área de enfoque estratégico».

## Tráfico sexual
Las ONG y la policía estimaron que el número de mujeres y niñas víctimas de trata con fines de explotación sexual oscilaba entre 1 000 y 3 600. La Fundación contra la Trata de Mujeres (STV), una ONG independiente que ayuda a las víctimas de la trata, registró 579 víctimas en 2006, frente a las 424 de 2005. Los cinco principales países de origen fueron Países Bajos (157 víctimas), Nigeria (91), Bulgaria (42), Rumanía (35) y China (30).
Los principales países de origen de las víctimas de trata son Tailandia, India, Países Bajos, México, China, Nigeria, Albania, Bulgaria, Bielorrusia, Moldavia, Ucrania, Sierra Leona y Rumanía.
Según cifras obtenidas del Centro Nacional contra la Trata de Seres Humanos, en 2012 se registraron 1 711 presuntas víctimas de trata de seres humanos, de las cuales 1 177 eran mujeres obligadas a trabajar en la industria del sexo. Sin embargo, un aumento de las presuntas víctimas identificadas no significa necesariamente un aumento de la trata, sino que puede deberse, por ejemplo, a una mayor sensibilización y cooperación entre los distintos organismos que entran en contacto con las posibles víctimas.
En los Países Bajos, las víctimas suelen ser captadas por los llamados «loverboys», hombres que seducen a jóvenes neerlandeses y las obligan a prostituirse. El fenómeno fue denunciado en 2008 por Maria Mosterd, que publicó un libro sobre su terrible experiencia como víctima de un «loverboy» a los 12 años. La veracidad de este libro es discutida y fue objeto de un reportaje periodístico de investigación.
A muchas víctimas de la trata de seres humanos, los delincuentes organizados les hacen creer que les ofrecen trabajo en hoteles o restaurantes o en guarderías y las obligan a prostituirse con la amenaza o el uso real de la violencia. Las estimaciones del número de víctimas varían entre 1 000 y 7 000 al año. La mayoría de las investigaciones policiales sobre trata de seres humanos se refieren a negocios sexuales legales. Todos los sectores de la prostitución están bien representados en estas investigaciones, pero los burdeles con ventanilla en particular están sobrerrepresentados.
A finales de 2008, una banda de seis personas fue condenada a penas de prisión de entre ocho meses y siete años y medio en lo que, según los fiscales, fue el peor caso de trata de seres humanos llevado a juicio en los Países Bajos. En diciembre de 2009, dos nigerianos fueron condenados a cuatro años y medio de prisión por introducir clandestinamente en Holanda a 140 mujeres nigerianas de entre 16 y 23 años. Las obligaron a solicitar asilo y luego las sacaron de los centros de asilo para trabajar como prostitutas en países vecinos. Al parecer, los hombres utilizaban maldiciones «vudú» contra las mujeres para evitar que escaparan y obligarlas a pagar sus deudas.
La Oficina de Vigilancia y Lucha contra la Trata de Personas del Departamento de Estado de los Estados Unidos clasificó en 2024 a los Países Bajos como país de «nivel 1».